# Gergely Kulcsár
Gergely Kulcsár   (Budapest, 10 de març de 1934 - Vác, 12 d'agost de 2020) fou un atleta hongarès, especialista en el llançament de javelina, que va competir entre finals de la dècada de 1950 i començaments de la de 1970.
Durant la seva carrera esportiva va prendre part en quatre edicions dels Jocs Olímpics d'Estiu, el 1960, 1964, 1968 i 1972. En aquestes participacions va aconseguir tres medalles en la prova del llançament de javelina del programa d'atletisme; de plata el 1964 i de bronze el 1960 i 1968. El 1964, 1968 i 1972 va ser l'encarregat de portar la bandera hongaresa en la cerimònia inaugural dels Jocs.
En el seu palmarès també destaca una medalla de bronze en la prova del llançament de javelina del Campionat d'Europa d'atletisme de 1958; i una d'or i una de plata a les Universíades. Durant la seva carrera va guanyar dotze campionats nacionals, va millorar diverses vegades el rècord hongarès i fou el primer hongarès en superar els 80 metres en el llançament de javelina.
Una vegada retirat fou l'entrenador de la selecció hongaresa de llançaments entre 1975 i 1980. De 1981 a 1993 ho fou de l'equip nacional de Kuwait.

## Millors marques
- Llançament de javelina. 87,06 metres (1968)[6]